# Honorine Emeric Bouvret
Honorine Emeric Bouvret, née le 18 avril 1824 à Melun (Seine-et-Marne) et morte le 11 septembre 1904 au Mée-sur-Seine (Seine-et-Marne), est une peintre française.

## Biographie
Victoire Julienne Euphémie Bouvret naît le 18 avril 1824 à Melun. Elle est la fille de Jean Baptiste Bouvret, boulanger, et de Julienne Barbey.
Élève d'Ange-Louis-Guillaume Lesourd-Beauregard et François-Frédéric Grobon, elle débute au salon de 1843 sous le nom d'Honorine Bouvret. 
En 1851, elle épouse à Paris Jules Théodore Emeric de Polignac.
Officier d'Académie, elle dispense des cours de peinture et compte parmi ses élèves Marguerite Cresty.
Elle meurt à son domicile du Mée-sur-Seine le 11 septembre 1904 à l'âge de 80 ans.

## Sources
- Émile Bellier de La Chavignerie, Dictionnaire général des artistes de l'École française depuis l'origine des arts du dessin jusqu'à nos jours : architectes, peintres, sculpteurs, graveurs et lithographes, t. I, Paris, Librairie Renouard, 1882, 1074 p.